# Cantó de L'Île-Bouchard
El cantó de L'Île-Bouchard és un cantó francès del departament de l'Indre i Loira, situat al districte de Chinon. Té 15 municipis i el cap és L'Île-Bouchard.

## Municipis
- Anché
- Avon-les-Roches
- Brizay
- Chezelles
- Cravant-les-Côteaux
- Crissay-sur-Manse
- Crouzilles
- L'Île-Bouchard
- Panzoult
- Parçay-sur-Vienne
- Rilly-sur-Vienne
- Sazilly
- Tavant
- Theneuil
- Trogues

## Història
| Data d'elecció                           | Identitat            | Partit                        | Qualitat |
| ---------------------------------------- | -------------------- | ----------------------------- | -------- |
| 1945-1955                                | M. Carrois           | RI                            |          |
| 1955-1992                                | André-Georges Voisin | UNR, després UDR, després RPR |          |
| 1992-2004                                | Marcellin Sigonneau  | Divers droite                 |          |
| 2004-                                    | Nadège Arnault       | Divers droite                 |          |
| les dades anteriors no són pas conegudes |                      |                               |          |
|                                          |                      |                               |          |